# Led Zeppelin Japanese Tour 1971
Led Zeppelin Japanese Tour 1971 е първото турне в Япония на английската рок-група Лед Зепелин от 23 до 29 септември 1971 г.

## История
В един от градовете, Хирошима, концертът е благотворителен, като при представянето ѝ, групата получава благодарствено писмо и медал от местния градоначалник.
По време на турнето има слухове, че Робърт Плант ударил Джон Бонъм преди едно от шоутата. Това не е единственият инцидент през тези шест дни. Както по-късно обяснява Питър Грант:
Имаше няколко такива. При един от тях Робърт слезе от сцената със спукана устна. Бил е спор за някакви пари от минали турнета. Той (Робърт) все още му дължи 70 лири за бензин, или нещо такова, но било каквото било.
По настояване на японски звукозаписен лейбъл, собственост на Atlantic Records, концертите са записани. Когато Пейдж ги прослушва впоследствие, решава, че качеството не си заслужава, и ги трие, за да използва лентите отново.

## Сетлист
- Immigrant Song
- Heartbreaker
- Since I've Been Loving You
- Out on the Tiles (интро) / Black Dog
- Dazed and Confused
- Stairway to Heaven
- Celebration Day
- Bron-Y-Aur Stomp
- That's the Way
- Going to California
- Tangerine
- What Is and What Should Never Be
- Moby Dick
- Whole Lotta Love

Бисове (варират):
- Thank You
- Communication Breakdown
- Rock and Roll

## Концерти
| Дата                 | Град     | Държава | Място               |
| -------------------- | -------- | ------- | ------------------- |
| 23 септември 1971 г. | Токио    | Япония  | Budokan Hall        |
| 24 септември 1971 г. | Токио    | Япония  |                     |
| 27 септември 1971 г. | Хирошима | Япония  | Municipal Gymnasium |
| 28 септември 1971 г. | Осака    | Япония  | Festival Hall       |
| 29 септември 1971 г. | Осака    | Япония  | Festival Hall       |